# Romeo Pepoli
Romeo Pepoli (* um 1250 in Bologna; † 1322 in Avignon) war ein Bankier und Politiker aus Bologna. Durch geschickte Heiratspolitik vergrößerte er Einfluss und Ansehen seiner Familie und wurde durch seine Finanzgeschäfte zur reichsten Privatperson Italiens im vierzehnten Jahrhunderts.

## Familie und Heiratspolitik
Romeo Pepoli stammt als Sohn von Zerra di Ugolino (und möglicherweise Paola Anguissola) aus der wohlhabenden Familie Pepoli. Er hatte wenigstens drei Geschwister: Egidia, Donella und Giovanna. Nachdem der Vater 1267 gestorben war, versuchte Romeo die Stellung der Familie zu verbessern, indem er für seine Schwestern Hochzeiten mit Mitgliedern angesehener aristokratischer Familien arrangierte: Während Donella 1276 mit Uguccione Tettalasini in eine ghibellinische Familie einheiratete, ehelichte Giovanna 1281 mit Giacomo Caccianemici einen Guelfen. 1280 heiratete Romeo Pepoli selbst Azzolina Tettalasini, mit der er wenigstens sieben Söhne und drei Töchter hatte. Auch die Kinder wurden so weit wie möglich in der Heiratspolitik Romeos eingesetzt, die einflussreichste Verbindung war dabei die Ehe seiner Tochter Giacoma mit Obizzo III. d’Este aus dem alten Adelsgeschlecht der Este.

## Finanzen

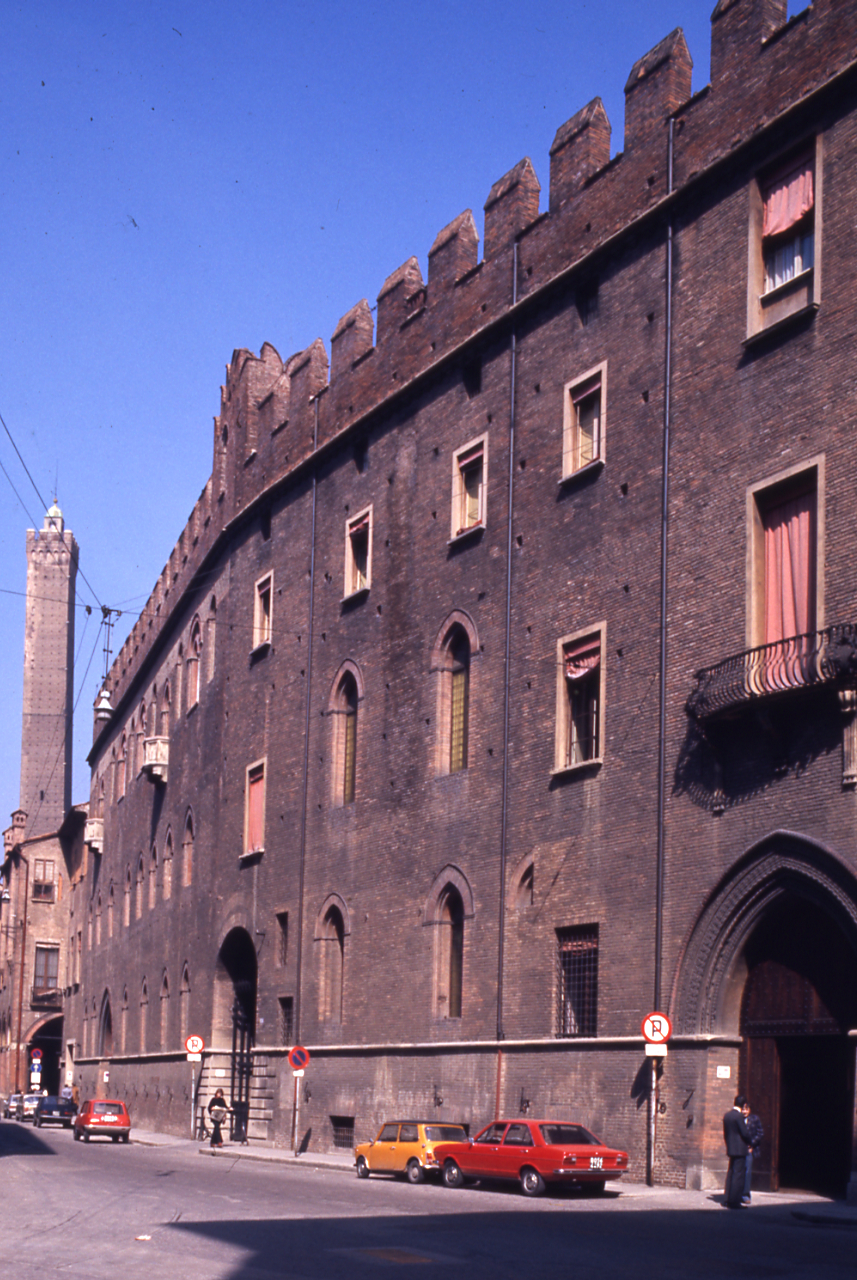
Der Palazzo Pepoli Vecchio, fotografiert von Paolo Monti

Schon ab 1269 war Romeo in die Finanzgeschäfte seines Vaters und seines Onkels Zoene involviert, die sich auf den Gebieten Kreditwesen und Immobilieninvestitionen abspielten. Oft kam es vor, dass Kreditnehmer aufgrund hoher Steuerbelastungen das Geld nicht zurückzahlen konnten, wodurch Romeos Besitz durch die als Pfand eingesetzten Grundstücke oder Immobilien vergrößert wurde. Auf diese Weise erwarb er 1276 einen Grund mit Haus in der Via Castiglione in Bologna, auf dem sich für die nächsten Jahrhunderte der Familiensitz befinden würde (sein Sohn Taddeo ließ hier den Palazzo Pepoli errichten).
Zwei Vermögensaufstellungen zeigen den immensen Zuwachs an Land: 1296 besaß Romeo etwa 200 Hektar Grund, 1315 waren es bereits mehr als 2600 Hektar, was ihn zum größten Grundbesitzer Bolognas machte. Der Besitz von Immobilien in der Stadt und von Mühlen im Umland brachte nicht nur Einkünfte, sondern ermöglichten ihm auch Druck und Einfluss auf die Mieter beziehungsweise Bauern auszuüben. Dieser Vermögenszuwachs äußerte sich auch in der Klientel: Handelte es sich anfangs mehr um Handwerker, Händler und Lohnempfänger, die kleine Kredite aufnahmen, waren es um 1315 große Familien, die im Agrarbereich oder Großhandel tätig waren, religiöse Organisationen die komplexen Immobiliengeschäften abwickelten oder mächtige Gilden und Zünfte.

## Politik
Mit Hilfe der angeheirateten Verbindungen, die zu Familien von Guelfen  wie Ghibellinen  bestand, durchlief Romeo ab etwa 1275 eine glänzende politische Karriere: Er bekleidete Ämter in der Zunft der Geldwechsler, war gemeinsam mit anderen Familienmitglieder in einer società d’armi (das war ein organisierter Zusammenschluss von Bürgern zur militärischen Verteidigung der Stadt bzw. Stadtvierteln, die auch politisches Mitspracherecht hatte) eingeschrieben und saß im Consiglio degli Ottocento (Rat der 800, wird von Vertretern der Zünfte und der società d’armi gestellt). Daneben saß er auch in Gremien der Universität, die Beratungsfunktion bei den politischen Institutionen hatten. Seine Politik folgte dabei einer moderat guelfischen Linie.
Der Krieg Bolognas gegen die Este (1296–1299) endete zwar mit einem Sieg Bolognas, hatte aber gravierende Auswirkungen: diplomatische, studentische, wirtschaftliche und besonders landwirtschaftliche im Umland. Politisch gewannen kleine Ausschüsse für schnelle militärische Entscheidungen an Macht und Einfluss auf Kosten traditioneller Regierungsorgane: der Kriegsausschuss, der Lebensmittelausschuss und der Finanzausschuss. Romeo Pepoli saß in den ersten Jahren des vierzehnten Jahrhunderts wiederholt in diesen Ausschüssen. Die Macht, die er dadurch, und durch seine finanzielle Unterstützung für die Kommune anhäufte, ließen ihn bereits wie einen Signore von Bologna wirken.
Selbst die ehemaligen Gegner, die Este, kamen nun um bei Romeo um finanzielle Unterstützung zu bitten. Sie wurden 1309 aus ihrer Stadt Ferrara verbannt und brauchten nun Mitteln um ein Söldnerheer aufzustellen, mit dem sie die Stadt – die zwischenzeitlich an den Kirchenstaat gefallen war – wieder einnehmen konnten. Romeo war nicht nachtragend und gewährte den Kredit und fädelte nebenbei gleich noch die Hochzeit Giacomas mit Obizzo ein. Im März 1317 wurde diese gefeiert, im August 1317 hatten die Este ihre Stadt wieder. 
Im März 1320 feierte man unter allseitigen Beglückwünschungen das Doktorat von Taddeo, dem designierten Erbe Romeos.

## Ende des Höhenfluges
Romeos Aufstieg wurde im Juli 1321 plötzlich beendet, als ein Aufstand, angezettelt und koordiniert von seinen heftigsten Gegnern, ihn und seine Familie zur Flucht zwang. Dabei fand man Unterschlupf bei den angeheirateten Verwandten in Ferrara. Nach einer Reihe von gescheiterten Rückkehrversuchen fiel Romeo in die Hände des päpstlichen Legaten Bertrand du Pouget. Dieser schickte ihn an den Hof in Avignon, um Papst Johannes XXII. die vielen politischen und gerichtlichen Anschuldigungen, dass er Aufstände betrieben hätte, Rechenschaft abzulegen. 
Er starb in Avignon im Herbst 1322.